# Dick Nichols

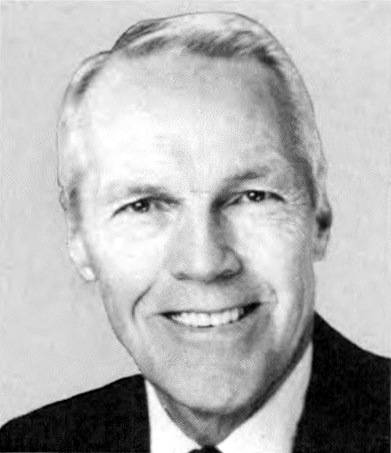
Dick Nichols (1991)

Richard „Dick“ Nichols (* 29. April 1926 in Fort Scott, Bourbon County, Kansas; † 7. März 2019) war ein US-amerikanischer Politiker. Zwischen 1991 und 1993 vertrat er den fünften Wahlbezirk des Bundesstaates Kansas im US-Repräsentantenhaus.

## Werdegang
Dick Nichols besuchte die öffentlichen Schulen seiner Heimat und dann bis 1951 die Kansas State University. Dazwischen war er von 1944 bis 1947 Fähnrich in der US-Marine. Später wurde er Berater des Landwirtschaftsausschusses des Staates Kansas und arbeitete als stellvertretender Abteilungsleiter der Landwirtschaftsredaktion bei einer Radio- und Fernsehstation in Topeka. Nichols war auch landwirtschaftlicher Vertreter (Agricultural Representative) einer Bank in Hutchinson. Seit 1969 war er Vorstandsvorsitzender der Home State Bank in McPherson.
Nichols schloss sich der Republikanischen Partei an und war zeitweise Mitglied im Parteivorstand in Kansas. Zwischen 1986 und 1990 war er Parteivorsitzender im fünften Kongresswahlbezirk seines Staates. 1988 war er Delegierter zur Republican National Convention in New Orleans, auf der George Bush als Präsidentschaftskandidat nominiert wurde. Bei den Kongresswahlen des Jahres 1990 wurde Nichols im fünften Distrikt von Kansas in das US-Repräsentantenhaus in Washington, D.C. gewählt, wo er am 3. Januar 1991 die Nachfolge von Bob Whittaker antrat. Da aber der fünfte Wahlbezirk 1992 aufgelöst wurde und Nichols bei den Kongressvorwahlen im vierten Distrikt unterlag, konnte er bis zum 3. Januar 1993 nur eine Legislaturperiode im Kongress absolvieren.
Später war Dick Nichols weiter Leiter der Home State Bank in McPherson, wo er auch seinen Wohnsitz hatte.